# Enrique Cadícamo
Enrique Domingo Cadícamo (General Rodríguez, Provincia de Buenos Aires, 15 de julio de 1900-Buenos Aires, 3 de diciembre de 1999) fue un poeta, compositor y escritor argentino, autor de más de 800 temas entre tangos, valses, milongas, foxtrots, polkas, candombes y otros ritmos. Usó también los seudónimos de Rosendo Luna y Yino Luzzi.

## Biografía
Fue el décimo hijo de su familia. Nacido en General Rodríguez y  anotado en el Registro Civil de Luján, donde se mudaron en 1905, a los diez años se trasladó con su familia al barrio porteño de Flores. A los 18 años, trabajó en el Consejo Nacional de Educación de Argentina junto con el poeta, periodista y político Leopoldo Lugones y Enrique Banchs (entre otros escritores).  A los 26, publicó su primer libro de versos, titulado Canciones grises, cuyos versos muestran influencia del modernismo y del tango, seguido de otros dos poemarios de idéntica tendencia literaria: La luna del bajo fondo (1940) y Viento que lleva y trae (1945). También publicó, entre otros libros, la novela Café de camareras (1969), sus Memorias y un libro dedicado a uno de sus amigos, El desconocido Juan Carlos Cobián (1972).
El primer tango que escribió fue Pompas de jabón, con música del pianista y compositor Roberto Emilio Goyheneche; fue el primero de los que le grabó Carlos Gardel. También fue el autor de Madame Ivonne, último que Gardel grabó en Argentina, antes de emprender la gira del 6 de noviembre de 1933 en que perdió la vida. A Pompas de jabón le siguieron otros 22 temas más, grabados por Gardel.
La letra de otro de sus conocidos tangos, Anclao en París, fue escrita por Cadícamo en Barcelona, España, en 1931. Se la remitió a Garlos Gardel, que por entonces se hallaba en Niza. Guillermo Barbieri, uno de los guitarristas del cantante, le puso música y Gardel la grabó poco después.
Otro de sus tangos, Tres esquinas, alude al cruce de las calles Vieytes y Osvaldo Cruz, en el barrio de Barracas, en Buenos Aires, y al café llamado entonces "Tres esquinas", situado en ese paraje. La letra fue escrita por Cadícamo en 1940, para una música compuesta previamente por el músico y director de orquesta Ángel D'Agostino, quien lo estrenó ese año con la voz de Ángel Vargas, quien cantaba con su orquesta.
Otras de sus canciones reconocidas son Muñeca brava, tango del repertorio de Carlos Gardel, que fue escrito por el poeta para una música de Luis Visca que había obtenido el 6.º premio para tangos sin letra del 5.º concurso organizado por el empresario discográfico Max Glucksmann en 1928; Cruz de palo, grabada por Gardel el 1 de marzo de 1929; De todo te olvidas, donde Cadícamo homenajea al poeta Evaristo Carriego y que obtuvo el 1.º premio para tangos con letra en el 6.º concurso de Max Glücksmann de 1929; Niebla del Riachuelo, cantada por Tita Merello en la película La fuga, de Luis Saslavsky, y luego interpretada como bolero por diversos intérpretes; Los mareados, sobre música de Juan Carlos Cobián, nombre del tango que debido a la censura existente desde 1943 sustituyó al título original de Los dopados; y Garúa, con música de Aníbal Troilo.
En 1961 contrajo matrimonio con la actriz y bailarina Nelly Ricciar, con quien tuvo una única hija, Mónica (actriz y cantante).
Entre muchos galardones que obtuvo durante su carrera se incluye el Premio Konex de Platino en 1985, otorgado por la Fundación Konex como el mejor Autor de Tango de la década en Argentina. También obtuvo el Konex al Mérito en 1984 en la disciplina Testimonial. Como homenaje a su ya larga trayectoria, el gobierno argentino en 1987 lo declaró Ciudadano Ilustre de la Ciudad Autónoma de Buenos Aires y en 1996 fue distinguido como Personalidad Emérita de la Cultura Argentina. Fue homenajeado en la Casa Rosada y la Quinta de Olivos por el entonces presidente Carlos Menem. Fallecería de causas naturales, a los 99 años, el 3 de diciembre de 1999. Al año siguiente, se edita el CD Cadícamo 2000, dedicado a su faceta de compositor, con arreglos y dirección musical de Gabriel Senanes, que es presentado en la Casa de la Cultura de Buenos Aires por Sexteto Mayor, el Jefe de Gobierno y el Secretario de Cultura de la Ciudad.

## Temas conocidos
- El cuarteador (autor de letra y música)[5]
- Tres esquinas
- Los mareados
- Anclao en París
- Por la vuelta
- Nostalgias
- Garúa
- Adiós Chantecler (letra y música de Cadícamo)
- Pompas de jabón
- Muñeca Brava
- Vieja Recova
- Shusheta
- Tres amigos (letra y música de Cadícamo)
- Luna de arrabal
- Pa' que bailen los muchachos
- El que atrasó el reloj
- Olvidao
- La novia ausente
- Ave de paso
- Rondando tu esquina
- El Morocho y el Oriental
- Dice un refrán
- En lo de Laura
- Me llaman el solitario
- Otros tiempos y otros hombres
- Che Bartolo
- Café de Barracas
- Desvelo
- Tengo mil novias
- Mano brava
- A quién le puede importar
- Copas, amigas y besos
- Yo te perdono
- Pocas palabras
- Sollozo de bandoneón
- Cuando miran tus ojos
- Rubí
- Dos en uno
- Igual que una sombra
- La luz de un fósforo
- Por las calles de la vida (letra y música de Cadícamo)
- Boedo y San Juan (letra y música de Cadícamo)
- Pasado florido (letra y música de Cadícamo)
- Callejera
- Tradición
- Mientras gime el bandoneón (letra y música de Cadícamo)
- Palais de Glace (letra y música de Cadícamo)
- Tu promesa
- Fanfarrón
- Cortando camino
- Barajando recuerdos
- Pa' mí es igual
- Ramona
- En una aldea de España
- Berretín
- La reina del tango
- Viejas alegrías
- No hay tierra como la mía
- Pituca
- Se han sentado las carretas
- Sin hilo en el carretel
- Orgullo tanguero
- Chanta cuatro (letra y música de Cadícamo)
- ¡Che, papusa... Oí!
- Madame Ivonne
- Nunca tuvo novio
- Notas de bandoneón
- El cantor de Buenos Aires
- La casita de mis viejos
- Niebla del riachuelo
- Compadrón
- Al mundo le falta un tornillo
- Yo tan sólo veinte años tenía
- Noche de estrellas
- Melodía oriental
- Hoy es tarde
- Brindemos compañeros
- Telaraña
- Trovador mazorquero
- A otra cosa, che, pebeta
- Lagrimitas de mi corazón
- Hambre
- Morenita mía (letra y música de Cadícamo)
- Llora vida mía (letra y música de Cadícamo)
- Gallo viejo (letra y música de Cadícamo)
- Apología tanguera
- No vendrá (letra y música de Cadícamo)
- El trompito (letra y música de Cadícamo)
- Orquesta típica (letra y música de Cadícamo)
- Almita herida
- A pan y agua
- Cruz de palo
- Cuando tallan los recuerdos
- Tango de lengue (letra y música de Cadícamo)

Esta lista es forzosamente incompleta, ya que sus canciones registradas superan las 800, varias de ellas grabadas por diversos intérpretes.

## Libros
- Canciones grises (poemario, 1926).
- La luna del bajo fondo (poemario, 1940), prólogos de Juan José de Soiza Reilly, Carlos de la Púa y Cátulo Castillo.
- Viento que lleva y trae (poemario, 1945), prólogos de Nicolás Olivari y Cátulo Castillo
- Café de camareras (novela, 1969), prólogo de César Tiempo.
- El desconocido Juan Carlos Cobián (crónica novelada, 1972), prólogos de Cátulo Castillo y Nicolás Cócaro.
- La historia del tango en París (crónica, 1975), prólogo de Cátulo Castillo.
- Los inquilinos de la noche (poemario, 1977), prólogo de César tiempo.
- Mis memorias. Bajo el signo del tango (autobiografía, 1983).
- Debut de Gardel en París (crónica y memorias, 1984), prólogo de Edmundo Guibourg.
- Los inquilinos de la noche. Prosa póstuma (su último libro, finalizado en 1999 y editado en 2015 por Losada), prólogo de Ariel Carrizo Pacheco y prefacio de Hipólito Paz.

## Obras de teatro
- El romance de dos vagos (1925)
- Se apareció la viuda (1925)
- Así nos paga la vida (1926)
- Cinco cuentos ilustrados (1926)
- Los cuentos del príncipe (1926)
- La baba del diablo (1930)
- La epopeya del tango (1931)
- Dinamismo 1933 (1933)
- El cantor de Buenos Aires (1936)
- Juanita la popular (1966, Teatro General San Martín, Buenos Aires)

## Filmografía
Director
- La virgencita de Pompeya (1935)
- Noches cariocas (1935)

Guionista
- Galería de esperanzas (Chingolo) (1934)
- Noches cariocas (1935)
- La historia del tango (1949)
- Nace un campeón (1952)

Intérprete
- Al corazón (1995) (relator)
- Gardel, el alma que canta (1985), dirigida por Carlos Orgambide
- El canto cuenta su historia (1976)

Música
- La fuga (1937)

Argumento
- La historia del tango (1949)

Temas musicales
- Notas de tango (2000)
- Queridas amigas (1980)
- La noche de Venus (1955)
- Pasaporte a Río (1948)
- Los dos rivales (1944)